# 30 septembre 1960
Le vendredi 30 septembre 1960 est le 274e jour de l'année 1960.

## Naissances
- Anssi Karttunen, violoncelliste finlandais.
- Béatrice Delvaux, journaliste belge
- Bill Rieflin, musicien contemporain américain
- Blanche Lincoln, personnalité politique américaine
- François Labat, joueuse de rugby français
- Hélène Bezençon, dramaturge et poète vaudoise
- Mark Lammert, peintre, dessinateur, graphiste et scénographe allemand
- Nicola Griffith, écrivain américano-britannique
- Vincent Waller, réalisateur, scénariste, acteur et animateur américain

## Décès
- St. John Philby (né le 3 avril 1885), espion, explorateur, écrivain, et ornithologue britannique
- Victor Morin (né le 15 août 1865), personnalité politique canadienne
- Yvonne Loisel (née le 16 juin 1877), écrivain de langue française

## Événements
- Création de Empresa Líneas Marítimas Argentinas
- Première diffusion de la série Les Pierrafeu